# Comarcas de la Comunidad de Madrid

Comarcas de la Comunidad de Madrid según la Guía de Turismo Rural y Activo (los municipios del área metropolitana no se incluyen en ninguna).

La Comunidad de Madrid es una comunidad autónoma española uniprovincial. En el artículo 75 la Ley 2/2003, de 11 de marzo, de Administración Local de la Comunidad de Madrid (BOCM de 18 de marzo de 2003) Archivado el 3 de marzo de 2016 en Wayback Machine., se prevé la creación de comarcas:

Según dispone el artículo 3.3 de la Ley Orgánica 3/1983, de 25 de febrero, de Estatuto de Autonomía de la Comunidad de Madrid, por Ley de la Asamblea de Madrid se podrán crear Comarcas mediante la agrupación de Municipios limítrofes cuyas características determinen intereses comunes precisados de una gestión propia o demanden la prestación de servicios en dicho ámbito en los términos previstos en el artículo 42 de la Ley 7/1985, de 2 de abril, reguladora de las Bases de Régimen Local.

Sin embargo, la Asamblea de Madrid no aprobó ninguna ley para la formación de comarcas.
No obstante, con diversos propósitos (agrícolas, turísticos...) diversos organismos de la administración autonómica han definido informalmente comarcas:
- La Guía de Turismo Rural y Activo, editada por la Dirección General de Turismo (Consejería de Cultura y Turismo) define ocho comarcas (dejando fuera de tales comarcas los municipios interiores, pertenecientes al Área Metropolitana de Madrid o al Corredor del Henares.
- El Libro Blanco de la Política Agraria y el Desarrollo Rural, editado por la Dirección General de Agricultura y Desarrollo Rural (Consejería de Economía e Innovación Tecnológica) define seis comarcas agrícolas que cubren todo el territorio de la Comunidad.

Estas clasificaciones, no oficiales, conviven con comarcas tradicionales o con otras agrupaciones más modernas (como el Corredor del Henares), también sin regulación oficial.

## Comarcas turísticas

Comarcas de Madrid según la Guía de Turismo Rural y Activo:
Sierra Norte
Cuenca del Guadarrama
Cuenca Alta del Manzanares
Cuenca del Medio Jarama
Sierra Oeste
Área Metropolitana y Corredor del Henares
Cuenca del Henares
Comarca Sur
Comarca de Las Vegas

Turísticamente se definen nueve comarcas (los municipios centrales no pertenecen a ninguna comarca):[cita requerida]
- Sierra Norte (Torrelaguna)
- Cuenca del Guadarrama (Collado Villalba)
- Cuenca Alta del Manzanares (Colmenar Viejo)
- Cuenca del Medio Jarama (Algete)
- Sierra Oeste (San Martín de Valdeiglesias)
- Área metropolitana y Corredor del Henares (Madrid)
- Cuenca del Henares (Rivas-Vaciamadrid)
- Comarca Sur (Valdemoro)
- Comarca de Las Vegas (Aranjuez)

## Comarcas agrícolas
Según la clasificación agrícula, se definen seis comarcas agrícolas:[cita requerida]

Comarcas de Madrid según el Libro Blanco de la Política Agraria y el Desarrollo Rural:
Lozoya-Somosierra
Guadarrama
Área Metropolitana
Campiña
Sur Occidental
Las Vegas

## Comarcas forestales

Distribución geográfica de las 15 comarcas forestales de la Comunidad de Madrid.

El territorio de la Comunidad de Madrid está dividido oficialmente en 15 comarcas forestales:
1. Parque Natural de Peñalara
2. Lozoya
3. Buitrago
4. Montejo
5. Torrelaguna
6. Alcalá de Henares
7. Este
8. Parque Regional del Sureste
9. Parque Regional de la Cuenca Media del Guadarrama
10. San Martín de Valdeiglesias
11. Robledo de Chavela
12. El Escorial
13. Parque Regional de la Cuenca Alta del Manzanares: oeste
14. Parque Regional de la Cuenca Alta del Manzanares: norte
15. Parque Regional de la Cuenca Alta del Manzanares: sur

## Direcciones Asistenciales sanitarias

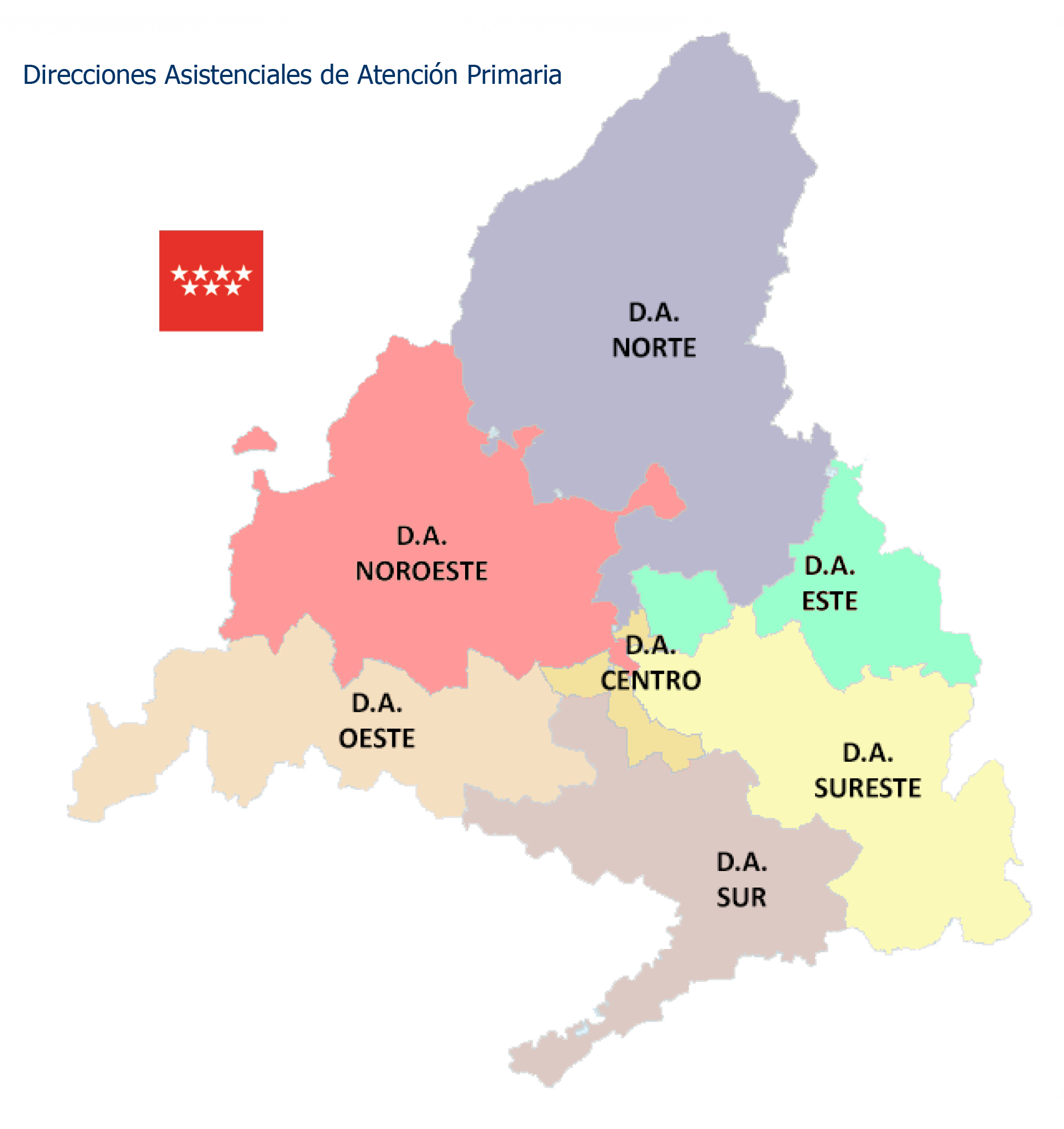
Mapa de las Direcciones Asistenciales de Atención Primaria del SERMAS.

Durante 2010 se llevó a cabo una reestructuración de las gerencias en el Servicio Madrileño de Salud (SERMAS), desapareciendo la separación entre atención primaria y atención especializada, y agrupando las 11 áreas sanitarias en 7 Direcciones Asistenciales (equivalentes a comarcas), denominándolas:
- Centro
- Norte
- Este
- Sureste
- Sur
- Oeste
- Noroeste.

## Comarcas históricas
Además de las clasificaciones realizadas por la Comunidad de Madrid, se pueden identificar en su territorio las comarcas históricas:[cita requerida]
- Valle del Lozoya (al norte y con Buitrago del Lozoya como cabeza)
- Guadarrama (al oeste)
- Somosierra (al norte)
- Valle del Alberche (al suroeste y compartida con Toledo)
- El Real de Manzanares o Sexmo de Manzanares (al noroeste y con Colmenar Viejo como cabeza)
- La Sagra (al sur y compartida con Toledo)
- Sexmo de Casarrubios (al sur y compartida con Toledo)
- Comarca de Alcalá (al este y con Alcalá de Henares como cabeza), con dos subcomarcas:

1. Alcarria de Alcalá (subcomarca a su vez de La Alcarria, comarca más grande que se extiende también por Guadalajara y Cuenca)
2. Campiña de Alcalá (subcomarca a su vez de la Campiña del Henares, que se extiende también por Guadalajara)

- Alcarria de Chinchón (al sureste y con Chinchón como cabeza, subcomarca igualmente de La Alcarria)
- Cuesta de las Encomiendas (al sureste y compartida con Toledo)